# Sigrid
Sigrid er et pigenavn. Det er et gammelt nordisk pigenavn som er sammensat af Sig og Frid, der betyder "sejr" og "skønhed". Leddet Sig- stammer fra indoeuropæisk *segho- (sejr), som genkendes i oldindisk Saha-jah, gælisk Segovesus, og i nordiske navne som Sigrid og Sigbjørn.
Den 1. januar 2006 var der ifølge Danmarks Statistik 3156 personer med navnet i Danmark. I 2004 blev 64 børn navngivet Sigrid. Navnene Signe og Signy er nærtbeslægtet med Sigrid.
Siri er en yngre form og en sammentrækning af det gamle nordiske navn Sigrid. Navnet Siri har været meget anvendt siden slutningen af middelalderen. Siri bruges især i Norge.

## Kendte personer med navnet
- Sigrid Horne-Rasmussen, dansk skuespiller
- Sigrid Lütken, dansk billedhugger
- Sigrid Neiiendam, dansk skuespiller
- Sigrid Riise, dansk sundhedsplejerske
- Sigrid Undset, norsk forfatter
- Sigrid Solbakk Raabe, norsk musiker

### Siri
- Siri Hustvedt, amerikansk digter
- Siri Bjerke, norsk politiker